# Битва у переправы Узулус (1868)
Битва у переправы Узулус — сражение у реки Зеравшан, произошедшее в 1868 году между  бухарским эмиром Музаффар и его сыном Абдумаликом, включая поддержавшего его Сыздык-султана. В ходе битвы бухарский эмир потерпел поражение.
«Мой сын, Абдулмалик, и султан Садык угрожают моему престолу. Помогите!»
 — обращение бухарского эмира Музаффара к К. П. Кауфману.

## Сражение
Музаффар оставил осаду Шахрисаба. Вслед за этим эмир Абдулмалик, Бабабек и Джурабек подчинили себе всю территорию Бухарского эмирата. Находясь в тяжелом положении, эмир Бухары отправил послов к Кауфману с письмом, в котором сообщил о своем тяжелом положении, угрозе со стороны сына, Абдулмалика, и Султана Сыздыка, которые пытаются захватить его престол, и попросил о помощи.
Генерал Кауфман пошел на Абдулмалика заставив его бежать. Эмир с войском двинулся на встречу Сыздык-султану. Узнав об этом, Сыздык выступил из Керемене навстречу и на следующий день дошел до переправы Узулус. Появившись с другой стороны, эмир начал переправку на другой берег. Обе стороны заметили друг друга, и Сыздык-султан выстроил свое войско в боевой порядок. Как только закончилась переправка конницы бухарского эмира, он отправил её на войско Сыздыка, оставив при себе пеших сарбазов и туркмен. Сыздык быстро среагировал и атаковал всей своей конницей,приказав начать рукопашный бой.
Конный отряд эмира после сопротивления повернул в бегство и вновь переправился через реку. Сам эмир уже собирался бежать, но для удержания отправил сарбазов и туркмен, которые стреляли в солдат Сыздыка, заставив их отступить.